# اکوبنک
اکوبنک (انگلیسی: Ecobank) شرکت خدمات مالی و بانکداری نیجریه‌ای است، که در سال ۱۹۸۵ تأسیس شد.